# Teilweise gegorener Traubenmost

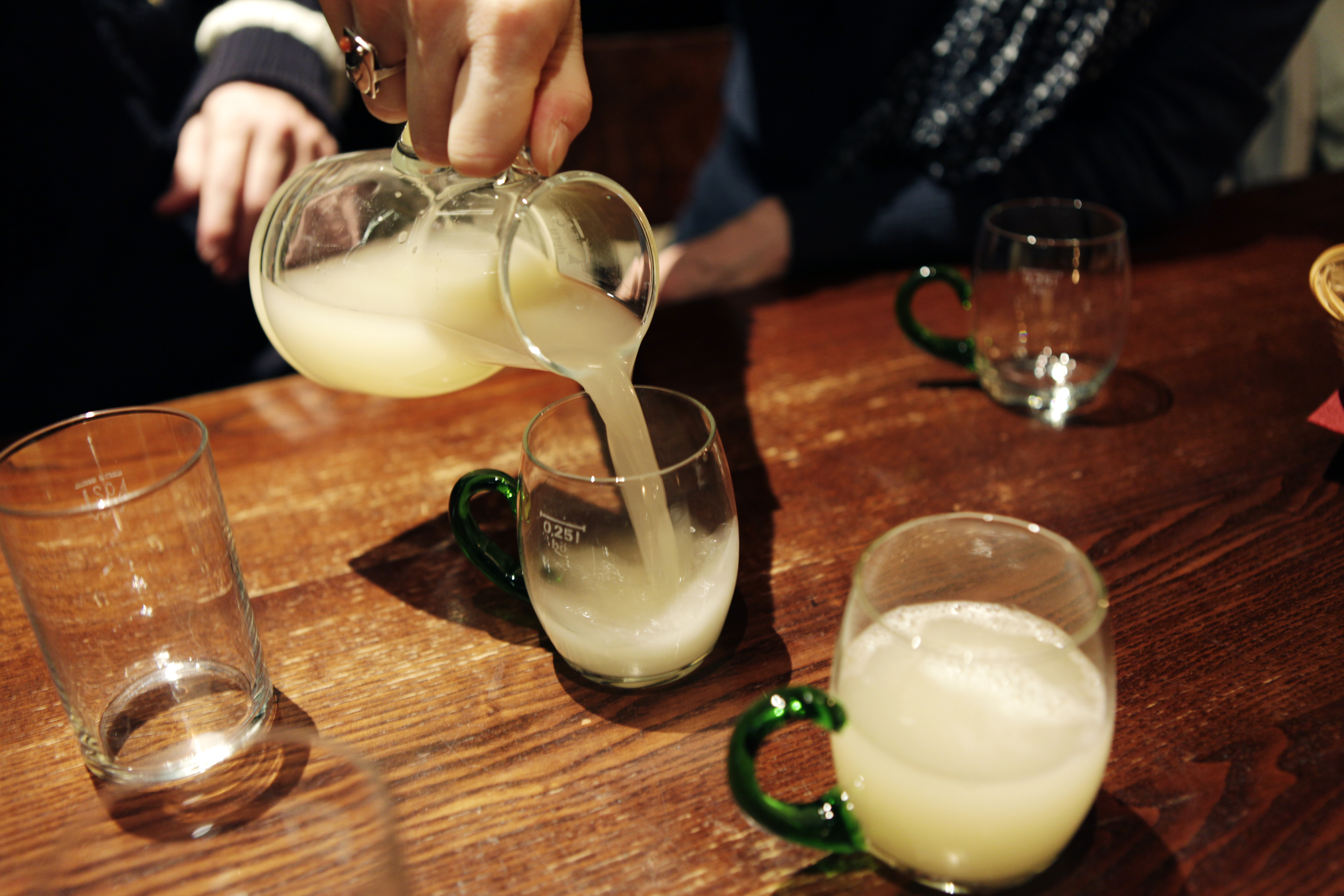
Teilweise gegorener Traubenmost, hier aus Weißweintrauben

Teilweise gegorener Traubenmost ist ein aus weißen oder roten Rebsorten gepresster Rebensaft, dessen alkoholische Gärung im Gange ist, und der noch nicht zum Wein geworden ist.

## Regionale Bezeichnungen

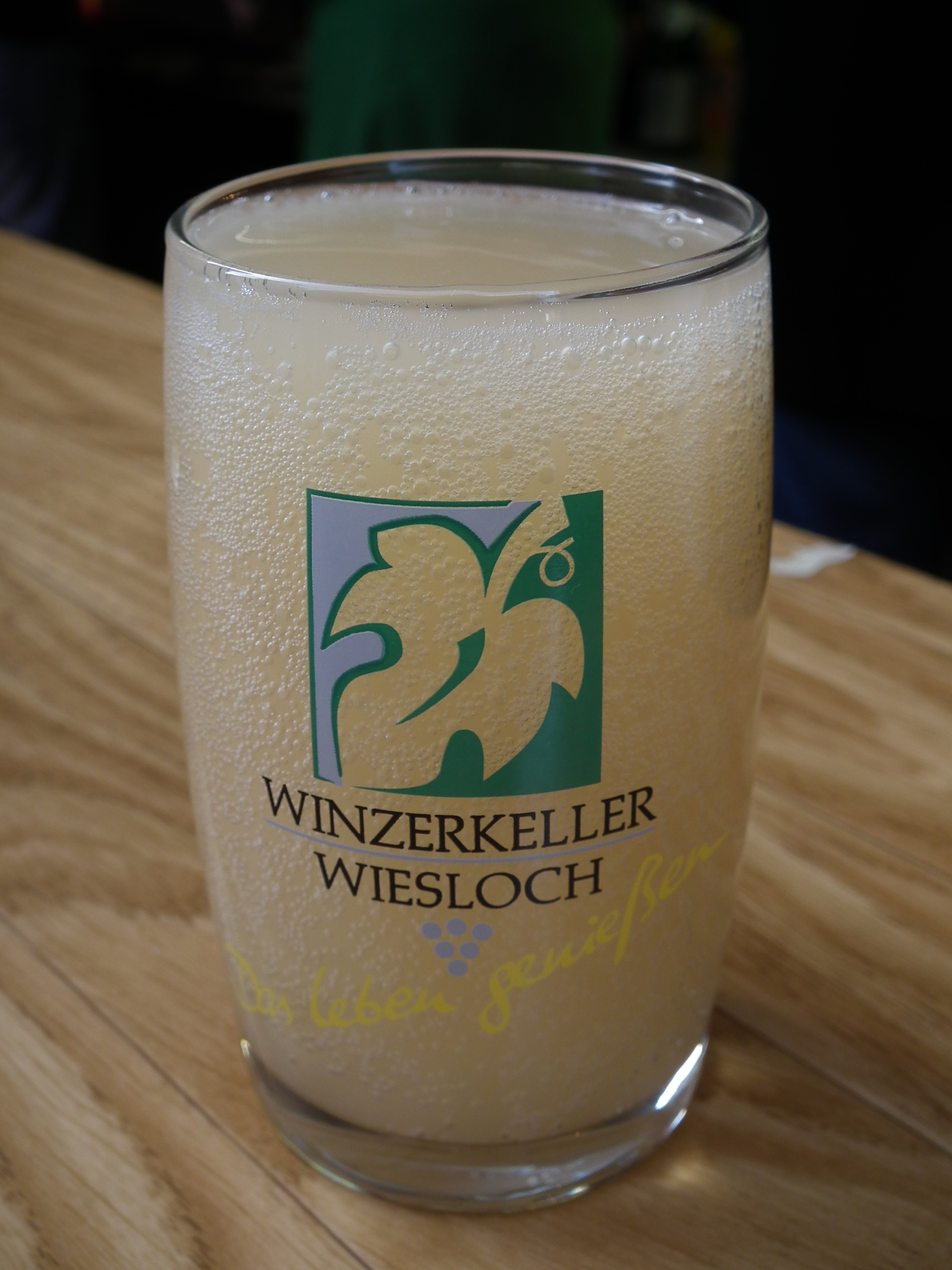
In Wiesloch heißt der teilweise gegorene Traubenmost Neuer Wein

In den Weinregionen des deutschen Sprachraums gibt es für die in der EU vorhandene gemeinschaftsrechtliche Verkehrsbezeichnung teilweise gegorener Traubenmost verschiedene Namen, die mitunter verschiedene Reifestadien bezeichnen. Häufig wird dabei auf die Farbe oder auf Empfindungen auf der Zunge, im Kopf oder im Verdauungsbereich Bezug genommen. In Deutschland wird zwischen Federweißem (aus weißem Traubenmost) und Federrotem (aus rotem Traubenmost) unterschieden, und auch im Luxemburgischen nennt man ihn Fiederwäissen. In Österreich heißen alle Farbvarianten des teilweise gegorenen Traubenmostes Sturm. In Teilen Südwestdeutschlands, in fränkischen Weinbaugebieten, in der Deutschschweiz und in Südtirol heißt er Suser oder Sauser, an der Hessischen Bergstraße und in Rheinhessen wird er Rauscher, und in Franken werden die ersten, noch süßen Gärstufen als Bremser (zu mittelhochdeutsch brëmen ‘brummen’) bezeichnet. In der Pfalz nennt man ihn meist Neier Woi/Wei („neuer Wein“) oder Bitzler. Andernorts sind Namen wie junger Wein, Riser, Krätzer, 'euer Süßer, Staubiger oder Gestaubter üblich. In Italien heißt er Vino Nuovo („neuer Wein“), im französischen Sprachraum vin bourru („mürrischer Wein“). In Tschechien sagt man burčák [burt͡ʃa:k] (bouře „Sturm“ – Analogie zu Österreich), in der Slowakei burčiak, und in Ungarn nennt man ihn Murci.

## Unterschiede im deutschsprachigen Bereich

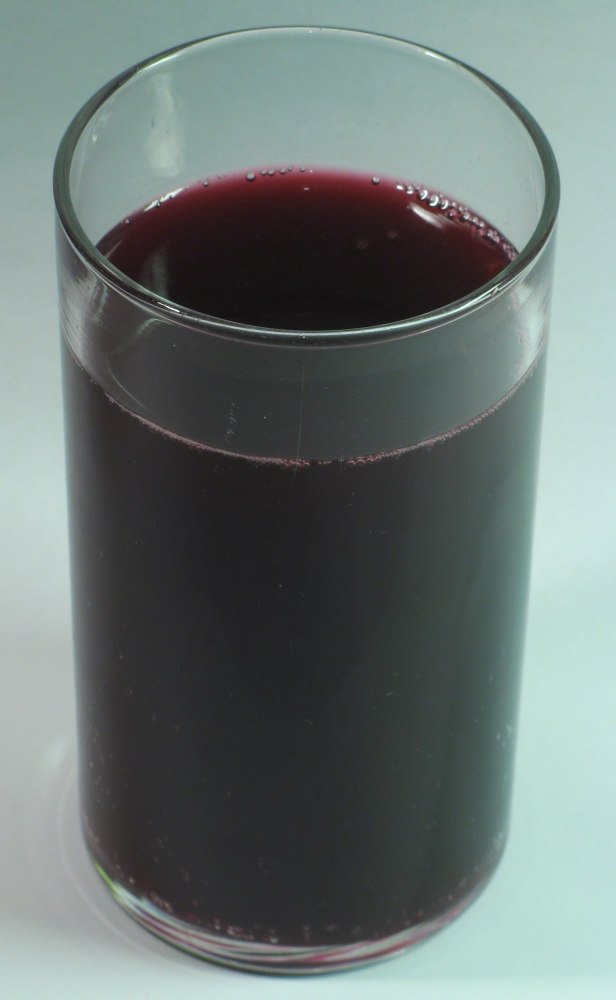
Federroter aus blauen Trauben in Deutschland

### Deutschland
In Deutschland sind Federweißer, Neuer Wein und Bitzler als häufigste Überbegriffe gebräuchlich. Federweißer stammt aus weißem Traubenmost, die Variante Federroter aus rotem. Das nächste Stadium vor dem fertig vergorenen Wein wird hier bei allen Rebsorten Jungwein genannt.
Das Deutsche Wörterbuch der Brüder Grimm vermutete um die Mitte des 19. Jahrhunderts, der Name Federweißer leite sich von der alten Bezeichnung Federweiß für Alaun her, das man früher dem Wein als Konservierungsmittel zugab. Da solche Mittel jedoch erst in späteren Reifestadien zugesetzt werden, wird heute angenommen, dass die Hefezellen, die der Federweiße wie jeder teilweise gegorene Traubenmost als Schwebstoffe enthält, ihm wegen ihrer federweißen Farbe den Namen verliehen haben. Der Name wird wie „der Weiße“ dekliniert; man trinkt also z. B. den Federweißen.

### Österreich

Sturm aus Weißweintrauben in Österreich

In Österreich werden die Begriffe Federweißer, Federroter, Neuer Wein und Bitzler nicht verwendet. Gemäß Weingesetz heißt in Österreich der teilweise gegorene Traubenmost, egal welcher Farbe, Sturm. Von ihm gibt es einige regionale Spezialitäten mit eigenen Bezeichnungen:
In der Steiermark wird der trüb rosa- bis violettfarbene Schilchersturm hergestellt. Dieser teilweise gegorene Traubenmost wird aus der Rebsorte Blauer Wildbacher gewonnen, die traditionell zur Herstellung des Roséweins Schilcher verwendet wird.
In Ostösterreich unterscheidet man noch den Staubigen oder Gestaubten, der das nächste Reifestadium vom Sturm hin zum Heurigen darstellt.
Im südlichen Burgenland wird der Uhudler, ein aus bestimmten Rebsorten bestehender hellroter bis roséfarbener Verschnittwein, in seinem Frühstadium auch als (weißer, roter oder rosé) Uhudlersturm angeboten.
In Österreich ist es Brauch, dass beim Zutrinken mit dem „Sturm“ keinesfalls „Prost“ gesagt werden darf. Bei noch nicht durchgegorenem Rebensaft wird stattdessen „Mahlzeit“ oder „Krixikraxi“ gesagt. Wer das nicht beachtet, muss strafweise „eine Runde zahlen“. Die Gläser des „ungetauften“ Sturms hält man in der linken Hand, man stößt nicht an. Erst wenn der Rebensaft vollständig durchgegoren und der Wein „getauft“ ist, was ab dem Martinitag (11. November) der Fall ist, darf „Prost“ gesagt werden.

### Schweiz
In der Schweiz wird sowohl die weiße als auch die rote Variante des teilweise gegorenen Traubenmostes meist Sauser genannt. Federweisser bezeichnet dort keinen teilweise gegorenen Traubenmost, sondern weißen Wein oder Schaumwein, der aus roten Trauben hergestellt wurde, also den Blanc de Noirs.

## Herstellung

### Rebsorten
Vor allem im Frühherbst wird teilweise gegorener Traubenmost gezielt für den Konsum in diesem Stadium aus früh reifenden Rebsorten wie Bacchus, Ortega oder Siegerrebe hergestellt; Großproduzenten greifen teilweise auch auf Most aus Südeuropa zurück, der in Tankwagen angeliefert wird. Mit Vorrücken des Herbstes und fortschreitender Traubenreife kann grundsätzlich jede Rebsorte verwendet werden. Rote Varietäten werden vor allem in klassischen Rotweinregionen wie an der Ahr produziert, aber auch in anderen Weinbaugebieten. Als früh reifende rote Sorten eignen sich besonders gut Frühburgunder oder Dornfelder.

### Gärung
Traubenmost beginnt durch die von Natur aus enthaltene oder zugesetzte Hefe und abhängig von der Lagertemperatur recht schnell zu gären. Dabei werden die aus den Trauben stammenden Zucker Glucose und Fructose in Alkohol und Kohlensäure gespalten (Glykolyse und Gärung). In der Regel werden nur solche Trauben zu teilweise gegorenem Traubenmost verarbeitet, die nicht das Potenzial haben, zu einem hochwertigen und lagerfähigen Prädikatswein vergoren zu werden.

## Vermarktung

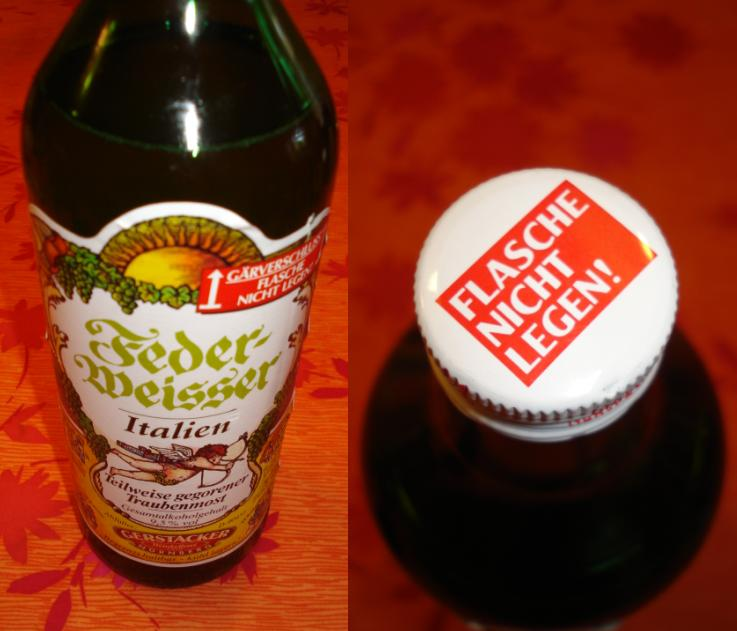
Warnhinweis zum Federweißen: „Flasche nicht legen!“

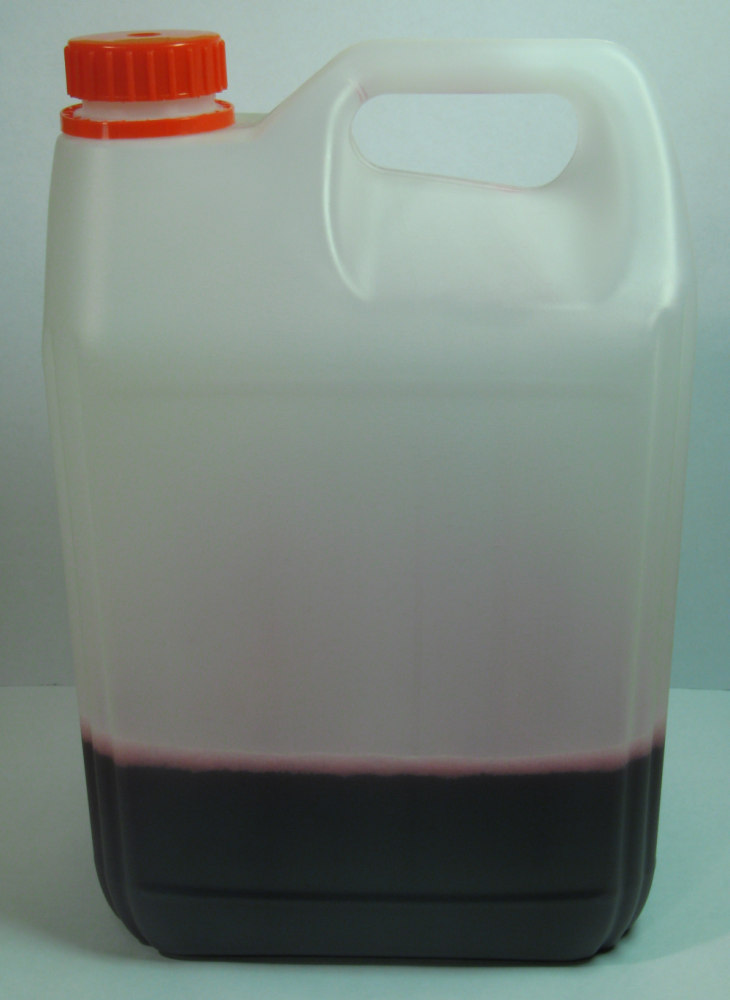
Straßenverkauf im Rhein-Neckar-Gebiet: Kanister mit Federrotem

Ab einem Alkoholgehalt von etwa 4 % kann der teilweise gegorene Traubenmost verkauft werden. Er gärt weiter, bis der größte Teil des enthaltenen Zuckers in Alkohol umgesetzt ist, und hat dann einen Alkoholgehalt von etwa 11 %.
Bedingt durch die schnell fortschreitende Gärung lässt sich der teilweise gegorene Traubenmost auch gekühlt nur kurzzeitig lagern; nach einigen Tagen sollte er aufgebraucht sein. Weil ständig neues Kohlendioxid gebildet wird, dürfen die Gefäße nicht luftdicht verschlossen werden, sie würden sonst bersten. Da die offenen Gefäße nur stehend lagerbar waren und die Gärung mangels effektiver Kühlung nicht verzögert werden konnte, war früher ein Transport über längere Strecken nicht möglich. Teilweise gegorener Traubenmost war deshalb nahezu ausschließlich in den Weinbaugebieten bekannt.
Dort wird er heute noch direkt vom Winzer im Straßenverkauf angeboten, ebenso findet dort die Mehrzahl der frühen Weinfeste statt, die z. B. in der Pfalz teilweise als „Bitzlerfeste“ bekannt sind. Die beiden größten deutschen Veranstaltungen dieser Art, bei denen neben dem ausgereiften auch der teilweise gegorene Traubenmost eine Rolle spielt und deren Besucherzahl in die Hunderttausende geht, sind das Deutsche Weinlesefest in Neustadt an der Weinstraße mit der Wahl der Deutschen Weinkönigin und das Fest des Federweißen in Landau in der Pfalz, bei dem die Taufe des neuen Weinjahrgangs vorgenommen wird.
Je nach Beginn der Weinlese wird teilweise gegorener Traubenmost von Anfang September bis Ende Oktober im Handel und in der Gastronomie angeboten. Indem sie geerntete Trauben gekühlt lagern und erst später verarbeiten, verlängern manche Winzer die Zeit des Verkaufs bis in den November oder gar Dezember hinein. In Österreich darf der Sturm laut Weingesetz vom 1. August bis 31. Dezember verkauft werden und muss einen Alkoholgehalt von mindestens 1 % besitzen.

## Genuss

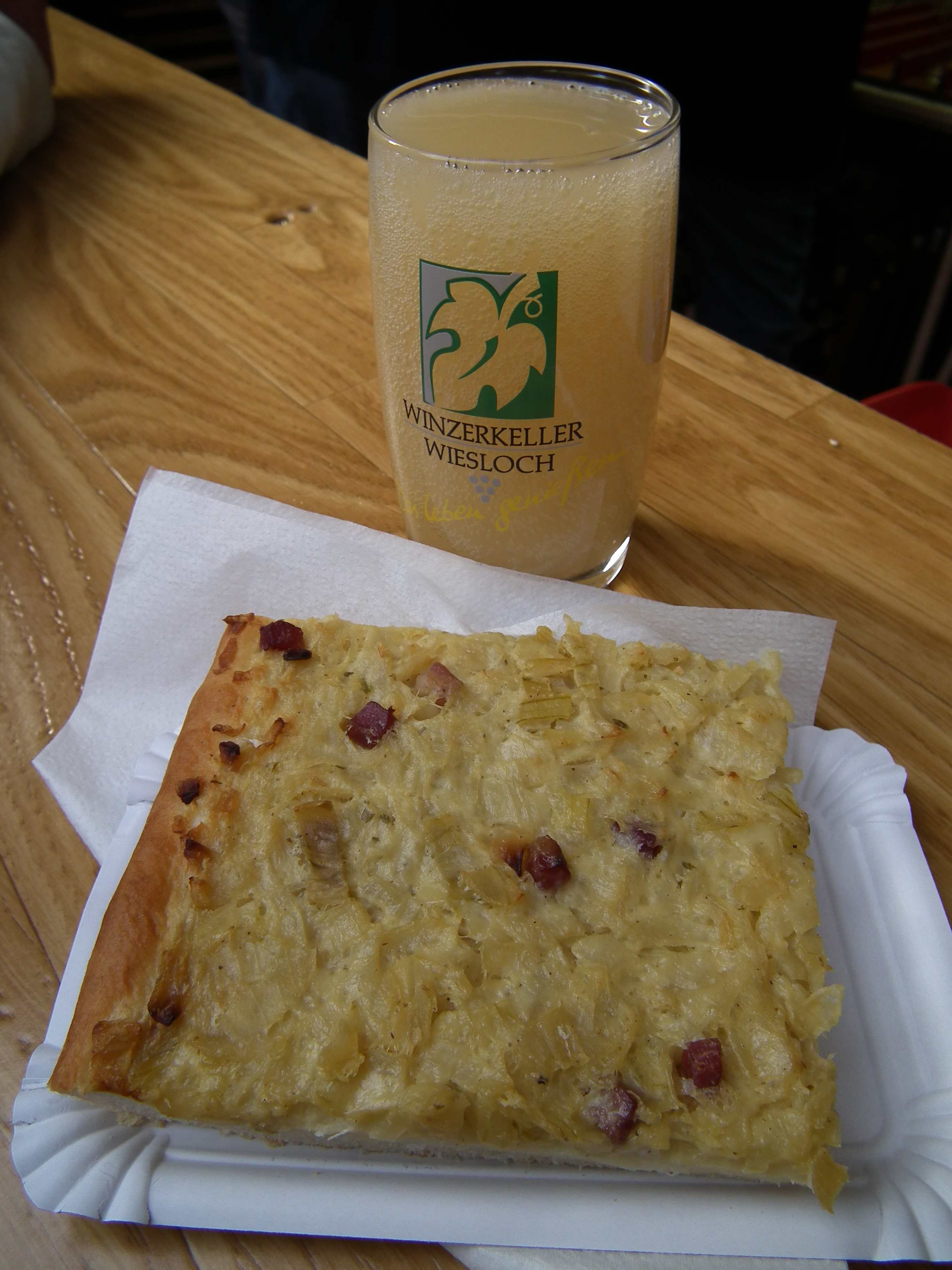
Teilweise gegorener Traubenmost und Zwiebelkuchen

Wegen der bei der Gärung entstehenden Kohlensäure schmeckt teilweise gegorener Traubenmost recht spritzig, anfangs wie eine Art Traubenlimonade oder ein süßer Schaumwein. Solange noch reichlich Zucker vorhanden ist, wird durch dessen Süße der bereits entstandene Alkohol kaschiert, so dass dieser beim Trinken relativ unbemerkt in den Organismus aufgenommen wird. Deshalb wird die berauschende Wirkung dieses Getränks oft erst mit Verzögerung oder gar nicht registriert. Varietäten aus blauen Trauben schmecken infolge des höheren Gehalts an Gerbsäuren immer etwas herber als analog hergestellte aus Weißweinsorten. Teilweise gegorener Traubenmost enthält zudem Milchsäurebakterien und einen hohen Anteil an den Vitaminen B1 und B2. Er übt einen starken (beschleunigenden) Effekt auf die Funktion des Darms aus, insbesondere auf dessen Peristaltik.